# Campyloneurus camerunus
Campyloneurus camerunus är en stekelart som beskrevs av Szepligeti 1914. Campyloneurus camerunus ingår i släktet Campyloneurus och familjen bracksteklar. Inga underarter finns listade.